# Кунама (мова)
Кунама — мова, що належить до ніло-сахарської макросімʼї. Поширена в Еритреї (регіон Гаш-Барка). Вивчається в початковій школі, виходять радіопередачі та відео; існує поезія.

## Писемність
Мова кунама користується латиницею із кінця 1800-их років. Сучасна абетка має наступний вигляд.
| A a | E e | I i | O o | U u | M m | N n | Ň ň | Ny ny | L l | F f | S s |
| --- | --- | --- | --- | --- | --- | --- | --- | ----- | --- | --- | --- |

| Š š | Č č | J j | B b | T t | D d | K k | G g | R r | Y y | W w | H h |
| --- | --- | --- | --- | --- | --- | --- | --- | --- | --- | --- | --- |

- Довгі голосні передаються подвоєнням відповідних букв для голосних[3].
- Подвоєння приголосних передається подвоєнням відповідних букв для приголосних[3].
- Високий тон позначається написанням над буквами для голосних акута (´), зростаючий — гачека (ˇ)[4].

## Додаткові джерела і посилання
- «Ertereya Kunama Koibiša baca košita galla 19 kililikimabbu šasuma Erkukodisu yedetta.»
- «KUNAMA SASA FESTIVALA RIPORTEJA. Aprile  1/2012».
- «Iowa "KUNAMA" FESTVAL KABARA».
- «Eritrea Kunama Koybiša Dimokrasiya Suňada (Erkukodisu) košita galla Aprille 21 furda kokayya Addis Abeba».